# 2024 en rugby à XIII
| Années du rugby à XIII : 2021 - 2022 - 2023 - 2024 - 2025 - 2026 - 2027    |
| Décennies du rugby à XIII : 1990 - 2000 - 2010 - 2020 - 2030 - 2040 - 2050 |

Cet article présente les faits marquants de l'année 2024 en rugby à XIII.

## Principales compétitions
- Championnat de France
- Coupe de France
- National Rugby League
- State of Origin
- Super League
- Coupe d'Angleterre
- Championship

## Évènements

### Avril
- 27 avril : Finale de la Coupe de France au stade Gilbert-Brutus de Perpignan. L'A.S. Carcassonne remporte le titre en battant 22-6 le F.C. Lézignan devant 6 459 spectateurs.

### Mai
- 26 mai : Finale du Championnat de France au Parc des sports et de l'amitié de Narbonne. L'A.S. Carcassonne est sacré champion de France en battant 8-6 l'Albi RL devant 4 244 spectateurs.

### Juin
- 5 juin : Pour la première rencontre du State of Origin qui se déroule à l'Accor Stadium de Sydney devant 77 214 spectateurs, l'équipe du Queensland bat 38-10 l'équipe de Nouvelle-Galles du Sud, et mène 1-0 dans la série.
- 8 juin : Finale de la Challenge Cup au Wembley Stadium de Londres. Les Wigan Warriors remportent la finale en battant 18-8 les Warrington Wolves devant 64 685 spectateurs.
- 26 juin : Pour la seconde rencontre du State of Origin qui se déroule au Melbourne Cricket Ground de Melbourne devant 90 084 spectateurs, l'équipe de Nouvelle-Galles du Sud bat 38-18 l'équipe du Queensland, permettant d'égaliser à 1-1 dans la série.
- 29 juin : lors d'un test-match, l'Angleterre bat la France 40-8 au stade Ernest-Wallon de Toulouse 4 907 spectateurs.

### Juillet
- 17 juillet : Pour la troisième et dernière rencontre du State of Origin qui se déroule au Suncorp Stadium de Brisbane devant 52 457 spectateurs, l'équipe de Nouvelle-Galles du Sud bat l'équipe du Queensland 14-4, et remporte l'édition 2024.

### Octobre
- 6 octobre : finale de la National Rugby League à l'Accord Stadium de Sydney. Les Penrith Panthers remportent la finale en battant 14-6 le Melbourne Storm devant 80 156 spectateurs.
- 12 octobre : finale de la Super League à l'Old Trafford de Manchester. Les Wigan Warriors remportent la finale en battant 9-2 Hull KR devant 68 173 spectateurs.
- 18 octobre : au Championnat du Pacifique 2024, l'Australie bat les Tonga 18-0 au Lang Park de Brisbane devant 33 196 spectateurs.
- 19 octobre : au Championnat du Pacifique 2024, la Papouasie-Nouvelle-Guinée bat les Fidji 22-10 au National Stadium de Suvadevant 7 581 spectateurs.
- 19 octobre : finale du Championship au DIY Kitchens Stadium de Wakefield. Wakefield Trinity remporte la finale en battant 36-0 le Toulouse olympique XIII devant 8 016 spectateurs.
- 26 octobre : Au Championnat du Pacifique 2024, Les Fidji battent les Îles Cook 56-6 au National Stadium de Suva.
- 26 octobre : finale de la première phase de qualification - « zone Europe » - au Stade municipal de Saint-Estève. La France remporte la finale en battant 48-6 le pays de Galles devant près de 2 000 spectateurs.
- 27 octobre : L'Australie remporte le Championnat du Pacifique 2024 en battant la Nouvelle-Zélande 22-10 au Rugby League Park de Christchurch devant 17 005 spectateurs.

## Décès
- 30 janvier : décès à 89 ans d'Abraham Terry, joueur international britannique de rugby à XIII ;
- 27 février : décès à 72 ans de Darryl van der Velde, joueur international australien de rugby à XIII ;
- 4 mars : décès à 92 ans de Lewis Jones, joueur international britannique de rugby à XIII ;
- 18 avril : décès à 92 ans de René Jean, joueur international français de rugby à XIII ;
- 2 juin : décès à 41 ans de Rob Burrow, joueur international anglais et britannique de rugby à XIII ;
- 16 juillet : décès à 83 ans de Jean-Pierre Lecompte, joueur international français de rugby à XIII ;
- 29 juillet : décès à 81 ans d'Adolphe Alésina, joueur international français de rugby à XIII ;
- 18 septembre : décès à 90 ans d'André Vadon, joueur international français de rugby à XIII ;
- 20 octobre : décès à 89 ans de Georges Aillères, joueur international français de rugby à XIII ;